# Kloster Rathfran

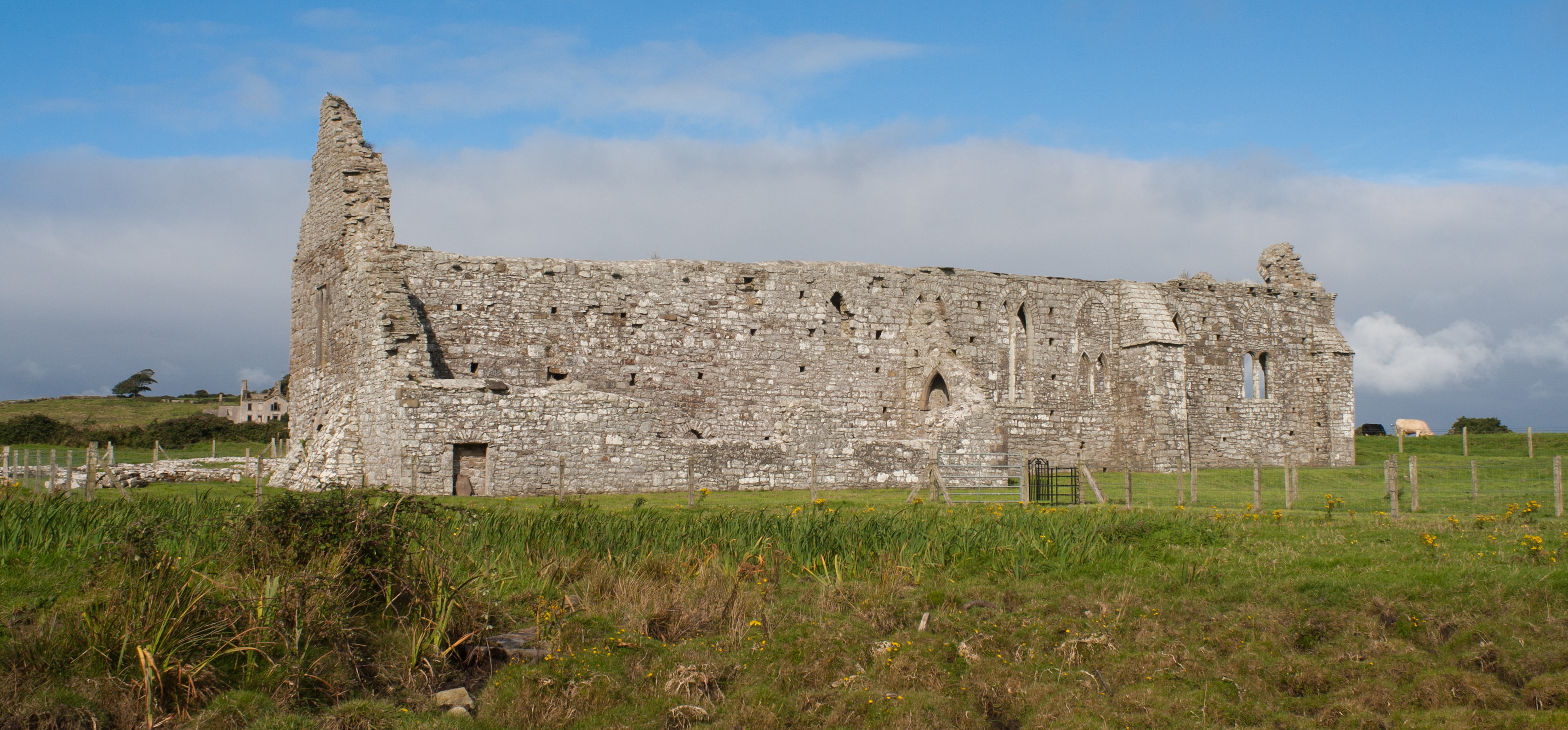
Südansicht des Klosters

Das Kloster Rathfran (englisch Rathfran Priory, irisch Prióreacht Ráth Bhrannaibh) wurde 1274 als dem heiligen Kreuz geweihtes Haus der Dominikaner gegründet im Townland Rathfran an der den Gezeitenströmen ausgesetzten Mündung des Cloonaghmore River, nur wenige Kilometer nordwestlich von Killala in der gleichnamigen Diözese. Das Kloster wurde um 1577 im Rahmen der Reformation aufgehoben. Nach Unterbrechungen blieben die Dominikaner noch in Rathfran bis Ende des 18. Jahrhunderts. Das Kloster gehört unter der Nummer 269 zu den nationalen Monumenten Irlands.

## Geschichte
Zum Gründer gibt es sehr unterschiedliche Angaben. Sir James Ware schreibt, dass nur das Gründungsjahr 1274 sicher sei, und dass es welche gebe, die die Gründung der Familie Exeter (bzw. Dexter) zuschreiben würden. Hubert Thomas Knox sieht in Rathfran ein Tochterhaus der Dominikaner in Strade und daher Stephen de Exeter als möglichen Gründer. Sir Richard Dexter wird jedoch ebenfalls als Gründer genannt. Ebenfalls als möglicher Gründer wird William Liath de Burgh genannt, einer der Enkel von Richard de Burgh. Benedict O’Sullivan sieht dies jedoch skeptisch, da William Liath de Burgh vermutlich eher noch zu jung zu dieser Zeit gewesen ist und die de Burghs damals noch keine Besitzungen in Nord-Connacht hatten. Stattdessen sieht er eine mögliche Verbindung zu den Augustiner-Chorherren in Mullingar, die trotz der Entfernung die Kirchengemeinde in Rathfran betreuten. Das lag daran, dass die Familie Petit, die das Haus in Mullingar um 1227 gründete und weiter förderte, die Baronie Tirawley, zu der Rathfran gehört, zu ihren Besitztümern in Folge der Eroberung Connachts zählte. Hugh Fenning sieht diese Annahme bestätigt durch eine 1647 in Rom zusammengestellte Liste der irischen Dominikanerklöster, die die Familie Petit als Gründer und die Familie O’Dowd als Förderer nennt.
1438 verfielen einige Bauten des Klosters und dem Kloster fehlten noch ein Refektorium, ein Glockenturm und eine Glocke, so dass ein Ablass für die gewährt wurde, die das Kloster besuchten und Almosen gaben. 20 Jahre später wurde berichtet, dass durch Kriege und andere Ereignisse das Kloster in erheblichem Maße gelitten habe und verarmt sei. 1513/1514 hielt sich Edmund de Burgh, der seinen Sitz in Castlebar hatte und Herrscher des nördlichen Connacht war, in dem Kloster auf und wurde dort von Söhnen seines Bruders William ermordet.
Zum Besitz des Klosters gehörten zwei Quarter Land. Es gibt Indizien, die dahin deuten, dass die Bewohner auf diesem Landbesitz ihren für ihre Kirchengemeinde bestimmten Zehnt an das Kloster zahlten, das dafür sich um die Kirchengemeinde kümmerte. Ähnliche Belege gibt es auch für Athenry, Cloonameehan, Galway, Roscommon, Sligo, Tralee, Tulsk, und Urlaur. Es könnte aber auch sein, dass es sich dabei nur um Abgaben aus den Ernteerträgen handelte.
Bereits früh nach der Reformation war das Kloster in keinem guten Zustand. In einem Bericht des Provinzials David Brown, der für das Generalkapitel in Rom 1558 eingereicht wurde, wird Rathfran zu den Klöstern gezählt, die sich in einem baufälligen Zustand befinden. Ebenfalls wird Rathfran mit aufgezählt in einer Liste, die für den von 1571 bis 1578 amtierenden Ordensmeister Seraphinus Cavalli zusammengestellt wurde. In den Berichten für 1574 und 1576 wird Rathfran nicht mehr erwähnt.

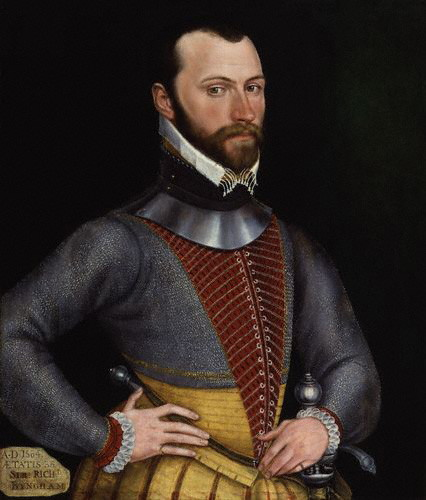
Sir Richard Bingham in einem 1564 durch einen unbekannten Künstler angefertigten Porträt

Um 1577 wurde das Kloster aufgehoben, die Besitztümer erfasst und der Landbesitz an Thomas Dexter übergeben. Ende des 16. Jahrhunderts war Connacht im Zentrum einer Auseinandersetzung zwischen den „neuen Engländern“, die frisch nach Irland kamen, um die englische Herrschaft durchzusetzen, und den „alten Engländern“, zu denen auch die Zweige der de Burghs zählten, die Connacht bis dahin beherrschten. Zu den neuen gehörte Sir Richard Bingham, der mit einer Geldzahlung von £ 1.500 sich das Amt des Lord President von Connacht zuschanzen ließ. Formal setzte er die Interessen Englands durch, sein eigentlicher Schwerpunkt lag jedoch im Erwerb neuer Ländereien und Einkünfte. Dabei kam er auch in Konflikt mit dem Zweig der MacWilliams de Burgh, die den Norden Mayos und damit auch die Region um Rathfran beherrschten. Im Rahmen dieser Auseinandersetzung gab es 1590 einen Feldzug Binghams, der ihn in den Norden Mayos führte, wo er die zur Diözese Killala gehörenden Klöster Rathfran, Moyne und Rosserk niederbrannte. Die Klosteranlage in Rathfran ist seitdem eine Ruine.
In einer 1637 von Dominic Burke, Prokurator der Dominikaner in Rom, zusammengestellten Liste der noch aktiven Dominikaner in Connacht wird von einigen Aktivitäten berichtet, Rathfran jedoch als verwaist gelistet. Dennoch gelang es später noch einigen Dominikanern, sich in der Nähe der Klosterruine anzusiedeln. Thomas Burke, Historiker der Dominikaner im 18. Jahrhundert, besuchte selbst Rathfran im Jahr 1756 und traf noch fünf Dominikaner an, die in einem strohbedeckten Cottage im Townland Mullaghnacroishe lebten, etwa 300 m vom alten Kloster entfernt. Der letzte Dominikaner in Rathfran, Denis Meagher, starb zwischen 1785 und 1789.

## Architektur

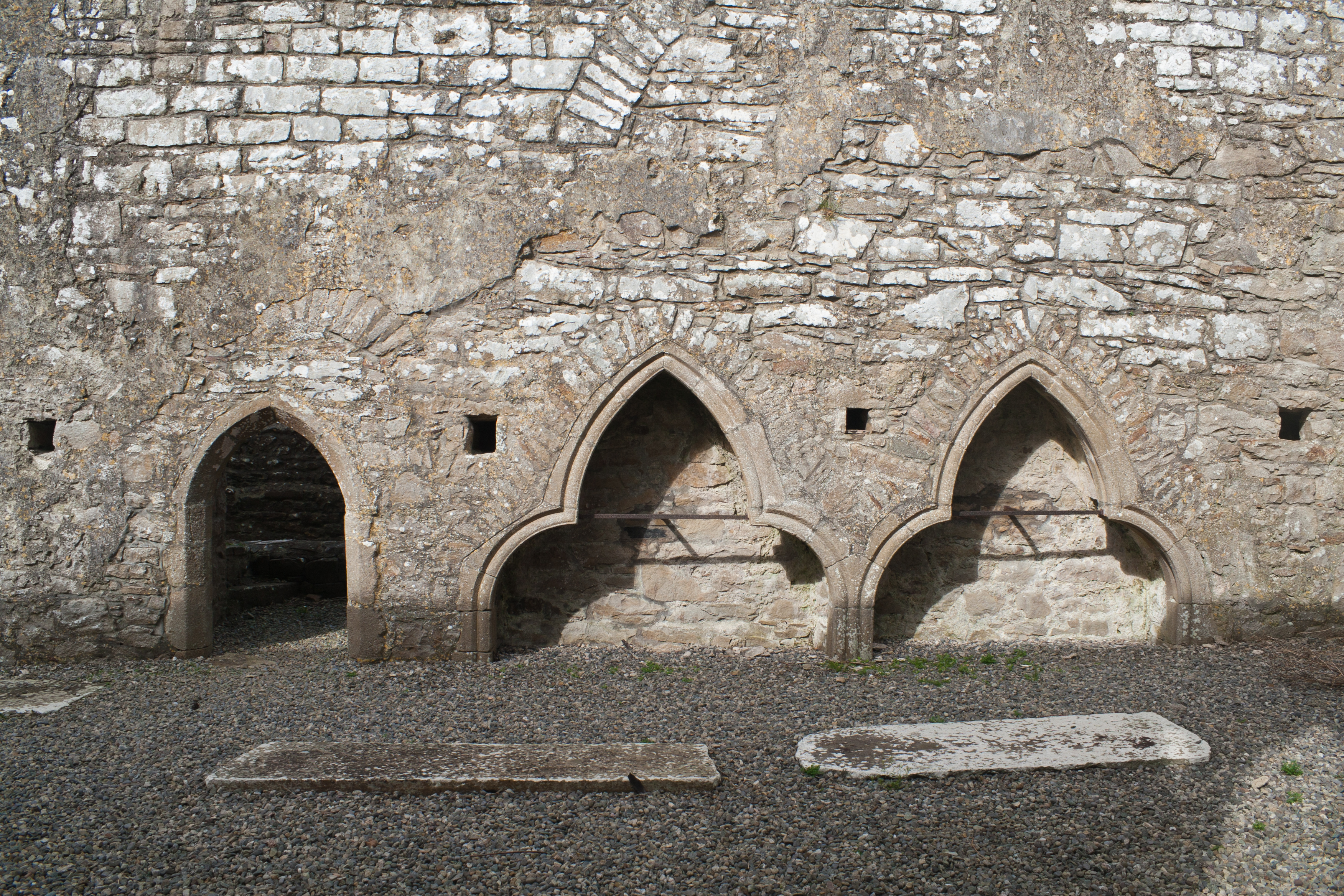
Durchgang zur Sakristei und zwei Grabnischen in der Nordseite des Chors

Das Kloster in Rathfran gehörte zu den vergleichsweise großen klösterlichen Anlagen in Irland. Wegen der umfangreichen Nebengebäude gehört Rathfran zu den wenigen Klöstern, die über zwei Innenhöfe verfügten. Von diesen sind aber nur Grundmauern erhalten, die erst 1929/1930 wiederentdeckt wurden, als das Board of Works umfangreiche Arbeiten an der Klosterruine vornahm, um sie vor dem weiteren Verfall zu bewahren. Nennenswert erhalten sind nur das Kirchenschiff und das später hinzugekommene südliche Seitenschiff. Das Maßwerk des gotischen Ostfensters schloss drei langgezogene Fensterflächen ein, die oben jeweils durch Dreipässe abgeschlossen wurden. Auf der Südseite des Chors waren fünf Lanzettfenster, die später baulich verändert wurden. Im Chorbereich sind auf der südlichen Seite Sedilien und eine Piscina zu erkennen, und gegenüber befinden sich zwei Wandnischen mit Gräbern, die mit mehrblättrig geformten Randfassungen versehen sind. Einen Turm oder eine sonstige sichtbare Trennung zwischen Kirchenschiff und dem Chor gibt es nicht. Vermutlich ist der Lettner nur in Holz ausgeführt worden. Etwa 500 Meter entfernt befindet sich an der Flanke des benachbarten Hügels ein um 1750 gebautes Herrenhaus (Summerhill House), das einst der Familie Palmer gehörte. Für dessen Bau wurden vermutlich die Mauern des verlassenen Klosters als Steinbruch genutzt. Betrachtet man die Mauern des im irischen Bürgerkrieg abgebrannten Herrenhauses und der umliegenden Besitztümer, erkennt man vielerorts die mittelalterlich behauenen Steine im Mauerwerk. Die Ausmaße der Mauern vermitteln einen Eindruck von der Größe des Klosters in seiner Blütezeit.

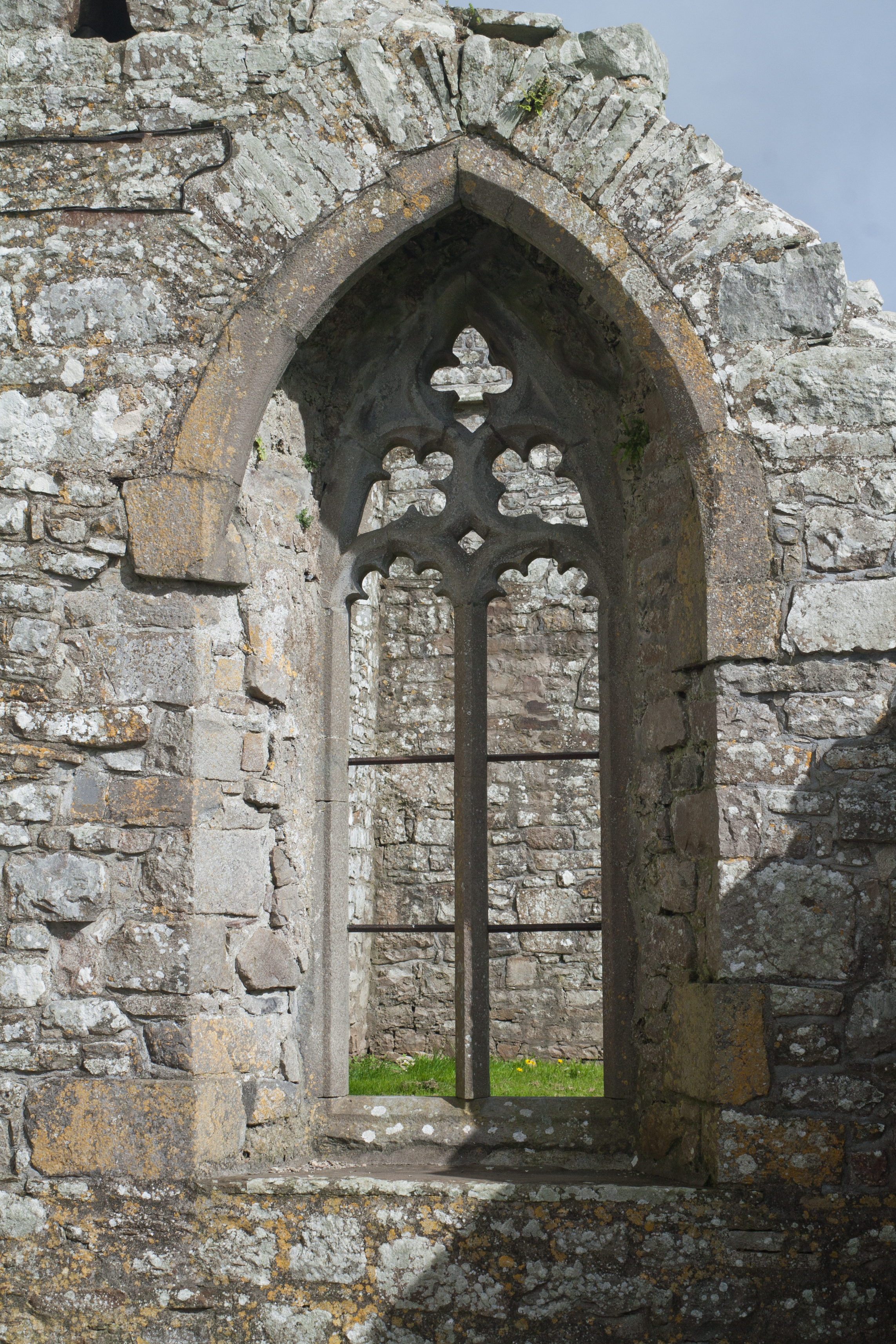
Ostfenster im südlichen Seitenschiff

Späteren Datums ist das südliche Seitenschiff, das nur mit einem einfachen Durchgang mit dem Hauptschiff verbunden ist. Am östlichen Ende des Seitenschiffs findet sich ein spätgotisches Fenster mit Maßwerk, das aus zwei langgezogenen Fensterflächen besteht, die nach oben hin mit zwei tropfenförmigen Vierpässen und ganz oben mit einem kreuzförmigen Vierpass abgeschlossen werden.